# 佐野誠三
佐野 誠三（さの せいぞう、1920年2月7日 - 1976年6月10日）は、大阪府出身のプロ野球選手。

## 経歴
住吉中学校から1938年に南海軍へ入団。
チームの一年後輩に、戦後、名将として名を馳せる鶴岡一人がいた。一軍での出場機会が少ないまま、召集され、シベリア抑留後、復員したものの、1947年に引退、以後、マネージャー、スコアラー、ビデオマンとして南海を裏から支え水島新司の漫画『あぶさん』でも「VTRの誠さん」として取り上げられたことがあり、その際、氏の回想に巨人との試合で鶴岡が沢村栄治からライト前ヒットを放つシーンが描かれているが、鶴岡が南海に入団する前年、沢村は最初に召集され、昭和15年、18年と復帰、終戦前年、戦死しているのに対し、鶴岡は入団翌年、召集されたまま、終戦まで、チームに戻ることなく、実際、職業野球で対戦することはなかった。また、旧制中学時代、同じ地区には戦後、阪神でエースとして活躍する梶岡忠義がいて、ある試合で野球部に急遽、助っ人で入部、当初は士官希望だったものの、方向転換、卒業後、南海に入団「野球に命を拾われた」と囁いている。

## 詳細情報

### 年度別打撃成績
| 年 度     | 球 団     | 試 合 | 打 席 | 打 数 | 得 点 | 安 打 | 二 塁 打 | 三 塁 打 | 本 塁 打 | 塁 打 | 打 点 | 盗 塁 | 盗 塁 死 | 犠 打 | 犠 飛 | 四 球 | 敬 遠 | 死 球 | 三 振 | 併 殺 打 | 打 率 | 出 塁 率 | 長 打 率 | O P S |
| --------- | --------- | ----- | ----- | ----- | ----- | ----- | -------- | -------- | -------- | ----- | ----- | ----- | -------- | ----- | ----- | ----- | ----- | ----- | ----- | -------- | ----- | -------- | -------- | ----- |
| 1940      | 南海      | 5     | 14    | 13    | 0     | 1     | 0        | 0        | 0        | 1     | 1     | 0     | --       | 0     | 1     | 0     | --    | 0     | 4     | --       | .077  | .077     | .077     | .154  |
| 通算：1年 | 通算：1年 | 5     | 14    | 13    | 0     | 1     | 0        | 0        | 0        | 1     | 1     | 0     | --       | 0     | 1     | 0     | --    | 0     | 4     | --       | .077  | .077     | .077     | .154  |

### 背番号
- 23 （1938年 - 1940年）
- 17 （1947年）